# Campephilus
Campephilus (G. R. Gray, 1840) è un genere di grossi uccelli appartenenti alla famiglia dei Picidi, diffusi in Nord America.
Hanno il becco rigido e lucido come l'avorio.
Si nutrono di insetti e larve reperiti di solito su alberi morti.

## Tassonomia
Comprende le seguenti specie:
- Campephilus pollens (Bonaparte, 1845) - picchio possente
- Campephilus haematogaster (Tschudi, 1844) - picchio panciacremisi
- Campephilus rubricollis (Boddaert, 1783) - picchio collorosso
- Campephilus robustus (Lichtenstein, 1818) - picchio robusto
- Campephilus melanoleucos (J.F.Gmelin, 1788) - picchio crestacremisi
- Campephilus guatemalensis (Hartlaub, 1844) - picchio beccochiaro
- Campephilus gayaquilensis (Lesson, 1845) - picchio di Guayaquil
- Campephilus leucopogon (Valenciennes, 1826) - picchio dorsocrema
- Campephilus magellanicus (King, 1827) - picchio di Magellano
- Campephilus principalis (Linnaeus, 1758) - picchio beccoavorio
- Campephilus imperialis (Gould, 1832) - picchio imperiale